# Navafría (Segovia)
Navafría es un municipio y localidad española de la provincia de Segovia, en la comunidad autónoma de Castilla y León. Se encuentra al pie de la sierra de Guadarrama, en la que cuenta con un pinar alrededor de la cascada de El Chorro. Cuenta con una población de 279 habitantes (INE 2024). 
En el pueblo se han aprovechado siempre las aguas del río Cega, de las que se surte, tanto para el consumo humano como para el riego de sus huertas y prados. También existen varios molinos, hoy sin actividad, aprovechados como viviendas. El río ha servido para mover los martinetes, de los cuales se conserva uno como museo antropológico, en el que se hacían los calderos de cobre. Las aguas del río llenan la piscina natural que hay en el pueblo al pie de un kiosco altamente concurrido en los días de verano. Su población vive de la ganadería, del trabajo en el pinar y de la construcción, fundamentalmente.

## Geografía
Ubicación

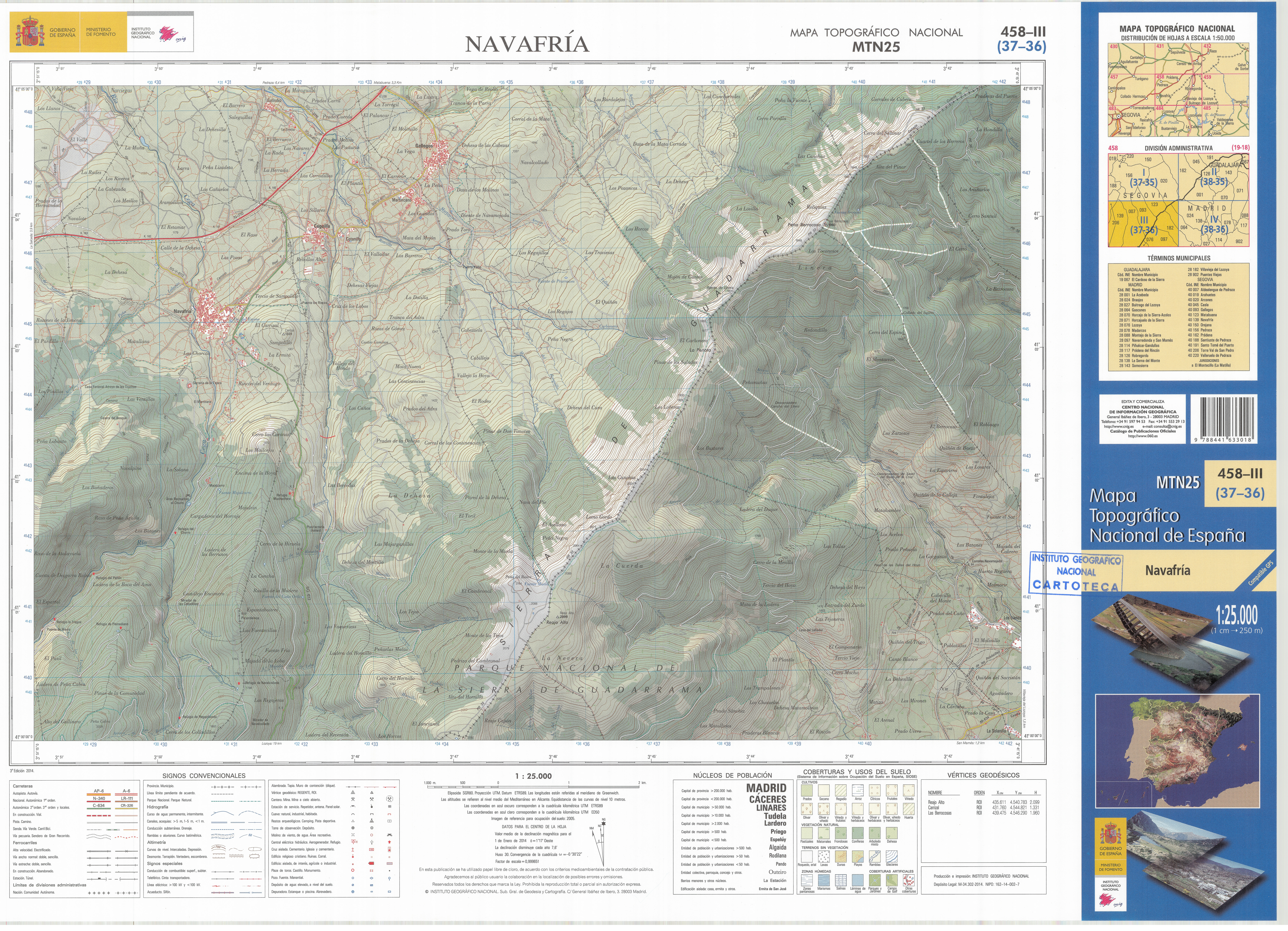
Fragmento de la hoja 458 del Mapa Topográfico Nacional de España de 2014 en el que se representa parte de Navafria

Está integrado en la Comunidad de Villa y Tierra de Pedraza, situándose a 31 km de la capital provincial. El término municipal está atravesado por la carretera N-110 entre los pK 161 y 163, además de por la carretera provincial SG-612, que permite el acceso al puerto de Navafría.
El relieve del municipio está definido por la ladera occidental de los Montes Carpetanos, pertenecientes a la Sierra de Guadarrama, que hacen de límite con la provincia de Madrid. La Peña del Cuervo es el pico más destacado, superando los 2100 m de altitud. El río Cega tiene su origen en el territorio, que recoge las aguas de los arroyos que descienden de las montañas antes de pasar a Torre Val de San Pedro. La altitud del municipio oscila entre los 2165 m en los Montes Carpetanos y los 1110 m a orillas del río Cega. El pueblo se alza a 1194 m sobre el nivel del mar.
| Noroeste: Torre Val de San Pedro | Norte: Torre Val de San Pedro y Aldealengua de Pedraza | Noreste: Aldealengua de Pedraza |
| Oeste: Torre Val de San Pedro    |                                                        | Este: Aldealengua de Pedraza    |
| Suroeste: Torre Val de San Pedro | Sur: Lozoya (Madrid)                                   | Sureste: Aldealengua de Pedraza |

## Demografía
Cuenta con una población de 279 habitantes (INE 2024).
| Gráfica de evolución demográfica de Navafría entre 1842 y 2021                                                        |
| |
| Población de derecho según los censos de población del INE. Población de hecho según los censos de población del INE. |

## Símbolos
El escudo heráldico y la bandera que representan al municipio fueron aprobados oficialmente el 04 de marzo de 2005. El Escudo de escudo sigue el siguiente blasón:

Escudo terciado en banda. 1.º De plata parrilla de sable. 2.º Banda ondada de azur. 3.º De oro pino arrancado de sinople. Al timbre corona real cerrada.
Boletín Oficial de Castilla y León n.º 118 de 20 de junio de 2005

La descripción textual de la bandera es la siguiente:

Rectangular de proporciones 2:3, formada por dos franjas verticales en proporciones: 1/3 y 2/3, siendo amarilla con un pino arrancado verde la del asta y blanca con una franja azul ondeada del ángulo superior próximo al asta al inferior del batiente.
Boletín Oficial de Castilla y León n.º 118 de 20 de junio de 2005

## Administración y política
Lista de alcaldes
| Periodo   | Nombre                                                           | Partido                |
| --------- | ---------------------------------------------------------------- | ---------------------- |
| 1979-1983 | Leonardo Benito Martín                                           | PSOE                   |
| 1983-1987 | Vicente Ruiz López                                               | AP-PDP-UL              |
| 1987-1991 | Antonio Encinas Merino                                           | CDS                    |
| 1991-1995 | Pedro Vicente Vicente                                            | PP                     |
| 1995-1999 | Andrés Mínguez Fernández                                         | PP                     |
| 1999-2003 | Carlos Yagüe Benito                                              | PP                     |
| 2003-2007 | Francisco Álvaro Escribano                                       | PP                     |
| 2007-2011 | Manuel Berzal Lobo (2007-2008)Antonio Encinas Merino (2008-2011) | PP                     |
| 2011-2015 | Maria Carmen Lobo García                                         | Progreso Para Navafría |
| 2015-2019 | Maria Carmen Lobo García                                         | PP                     |
| 2019-2023 | Jennifer Berzal Barroso                                          | PP                     |
| 2023-act. | Jennifer Berzal Barroso                                          | PP                     |

## Cultura

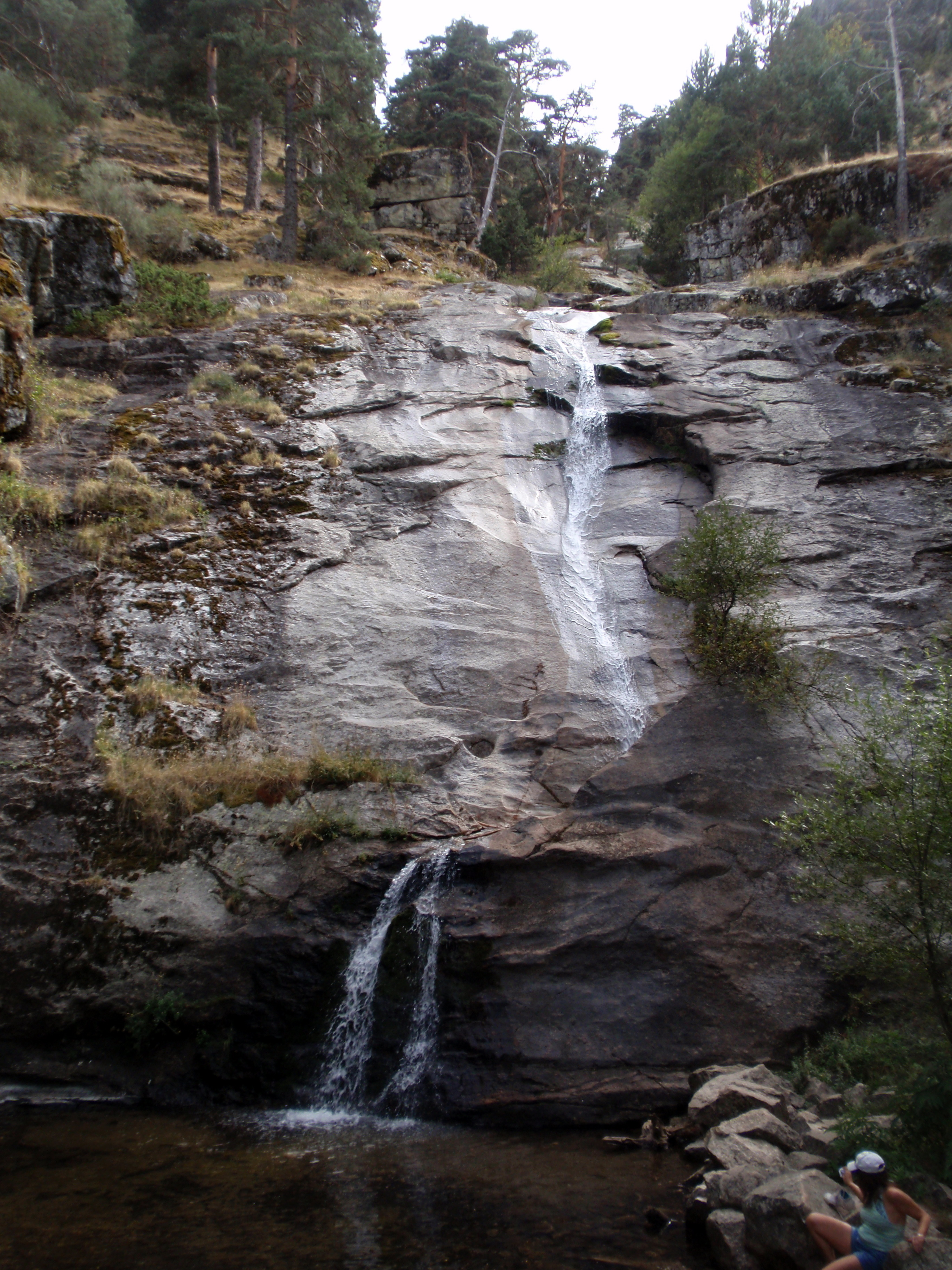
Chorro de Navafría

### Fiestas
- 2 de julio: Santa Isabel
- 10 de agosto: San Lorenzo, siendo esta última la fiesta principal.

### Leyenda del pozo verde
El Pozo Verde se halla en el río Cega, en el entorno del Parque Recreativo "El Chorro", en el pinar de Navafría. Cuenta los avatares de dos jóvenes amantes que decidieron quitarse la vida ante la oposición de sus familias a su amor.